# Michael Nietsch
Michael Nietsch (geboren 1970) ist ein deutscher Rechtswissenschaftler und Inhaber des Lehrstuhls für Bürgerliches Recht, Unternehmensrecht und Kapitalmarktrecht an der EBS Universität für Wirtschaft und Recht.

## Leben
Nach dem Studium der Rechtswissenschaft und Volkswirtschaft an der Friedrich-Wilhelms-Universität in Bonn und der Westfälischen Wilhelms-Universität in Münster mit einem Auslandssemester an der Università degli Studi di Bologna legte er im Jahr 1996 das erste juristische Staatsexamen ab. Es folgte das Referendariat am Oberlandesgericht Köln und das zweite juristische Staatsexamen beim Justizprüfungsamt Düsseldorf. Anschließend war Nietsch wissenschaftlicher Mitarbeiter am Lehrstuhl für Zivilrecht, deutsches und internationales Wirtschaftsrecht und Arbeitsrecht an der Technischen Universität Darmstadt bei Uwe H. Schneider, bei dem er sich 2003 mit der Arbeit „Internationales Insiderrecht“ zum Dr. rerum politicarum promovierte.
Es folgte eine Zeit als Wissenschaftlicher Assistent am Institut für deutsches und internationales Recht des Spar-, Giro- und Kreditwesens an der Johannes-Gutenberg-Universität. 2009 habilitierte sich Nietsch mit einer Arbeit zum „Freigabeverfahren“. 2010 lehrte er als Gastdozent in Valencia, bevor er 2011 einen Ruf an die Universität Witten-Herdecke ablehnte und an der EBS Universität für Wirtschaft und Recht in Wiesbaden berufen wurde. Er ist Leiter des 2014 gegründeten Centers for Corporate Compliance an der EBS Law School. und Mitglied der Arbeitsgruppe „Compliance and Anti Corruption“ der Law Schools Global League, eines weltweiten Netzwerkes juristischer Fakultäten.

## Publikationen (Auswahl)
- Freigabeverfahren: Beschlusskontrolle bei Strukturänderungen. Aktualisierte Fassung der Habilitationsschrift: TU Darmstadt 2009; Mohr Siebeck, Tübingen 2013, ISBN 978-3-16-152203-1[8]
- Internationales Insiderrecht: eine Untersuchung über die Anwendung des Insiderrechts auf Sachverhalte mit Auslandsberührung. Dissertation TU Darmstadt 2002/2003; Duncker & Humblot, Berlin 2004, ISBN 3-428-11401-9

Herausgeber
- Unternehmenssanktionen im Umbruch: Unternehmensstrafrecht, Embargo-Compliance und Korruptionsbekämpfung. 2. Wiesbadener Compliance-Tag der EBS Law School, Center for Corporate Compliance, Schriften der EBS Law School Bd. 9, Nomos, Baden-Baden 2016, ISBN 978-3-8487-2862-6
- Mit Matthias Weller: Private Enforcement: Brennpunkte kartellprivatrechtlicher Schadensersatzklagen. Workshop des EBS Law School Research Center for Transnational Commercial Law, Schriften der EBS Law School Bd. 3, Nomos, Baden-Baden 2014, ISBN 978-3-8487-1359-2
- Mit Matthias Weller und Markus Kiesel: Kulturstiftungen: Gründung – Führung – Kontrolle. Schriften der EBS Law School Bd. 2,  Nomos, Baden-Baden 2013, ISBN 978-3-8487-1040-9
- Mit Ulrich Burgard, Walther Hadding, Peter O. Mülbert und Reinhard Welter: Festschrift für Uwe H. Schneider zum 70. Geburtstag. O. Schmidt, Köln 2011, ISBN 978-3-504-06046-6